# Ратнер, Иосиф Маркович
Иосиф Маркович Ратнер (26 августа 1901, Шумячи — 20 марта 1953, Москва) — советский военачальник, генерал-майор танковых войск (с 11 марта 1944 года) и военный советник, участвовавший в гражданских войнах в Испании и в Китае на стороне коммунистов.

## Биография

### Гражданская война
Родился 26 августа 1901 года в деревне Шумячи Могилёвской губернии (Мстиславский район Могилёвской области). Еврей по национальности, родители — служащие. Член ВКП(б) с 1919 года, служил с того же года в Красной армии и командовал взводом с ноября 1919 года. Окончил Мстиславскую гимназию и пехотные командные курсы в Самаре в 1919 году. Служил в отдельном Могилёвском коммунистическом батальоне запасного полка Туркестанского округа с мая по июль 1919 года и в резерве комсостава при штабе Западного фронта с ноября 1919 года по апрель 1920 года.
В мае 1920 года Иосиф Ратнер попал в плен во время сражений советско-польской войны и до ноября 1920 года содержался в польском лагере. После освобождения в декабре 1920 года вернулся в резерв комсостава при штабе Юго-Западного фронта, с февраля 1921 года командир взвода 2-го отдельного технического батальона и отдельной инженерной роты 163-й стрелковой бригады, а также сапёрной роты 24-й стрелковой дивизии. В январе — августе 1922 года руководил сапёрной командой 211-го Симбирского стрелкового полка при 24-й стрелковой дивизии, а затем и школой дивизии.

### Межвоенные годы
В сентябре 1922 года после завершения Гражданской войны Ратнер поступил в 14-ю Полтавскую пехотную школу, которую окончил в сентябре 1923 года, после чего был назначен начальником сапёрной команды 71-го полка 24-й стрелковой дивизии, а затем до сентября 1926 года руководил взводом Полтавской (позднее Сумской) пехотной школы. В сентябре 1926 года поступил на основной факультет Военной академии имени М. В. Фрунзе, окончил его в 1929 году. Владел немецким, французским и польским языками.
С июня 1929 по июль 1930 годы Ратнер был командиром роты 3-го танкового полка, а затем работал в Орловской бронетанковой школе помощником начальника учебной части и командиром батальона до февраля 1931 года. С февраля 1931 по февраль 1933 годов был в распоряжении разведывательного управления штаба РККА, дважды был в Германии «в командировке по особому заданию» и руководил учебной частью Особых танковых курсов Приволжского ВО. Затем до мая 1936 года работал сотрудником для особых поручений Автобронетанкового управления РККА, с мая по сентябрь 1936 года командир 13-го механизированного полка кавалерийской дивизии им. И. В. Сталина.

### Испания и Китай
В сентябре 1936 года Ратнер вернулся в распоряжение разведывательного управления РККА и был направлен в Испанию в помощь республиканцам, участвовавшим в гражданской войне против националистов Франсиско Франко. До сентября 1937 года был помощником военного атташе при полпредстве СССР в Испании, занимал пост начальника штаба обороны Мадрида и командира 3-го корпуса Центрального фронта. Награждён орденами Ленина и Красного Знамени. С ноября 1937 по октябрь 1939 годов Ратнер занимал аналогичную должность помощника военного атташе в советском полпредстве в Китае.

### Преподавательская деятельность
С февраля 1940 года и в течение всей Великой Отечественной войны Иосиф Маркович преподавал в Военной академии имени М. В. Фрунзе: до апреля 1941 года был преподавателем кафедры общей тактики, с апреля 1941 по январь 1942 годы — старший преподаватель кафедры истории. С января по октябрь 1942 года работал в Главном управлении формирования и укомплектования войск Красной армии: до марта заместитель начальника 7-го отдела, с марта старший инспектор 1-го управления. В октябре 1942 года передан в распоряжение начальника Главного автобронетанкового управления, в марте 1943 года переведён в Высшую военную академию имени К. Е. Ворошилова, где работал старшим преподавателем и начальником кафедры вплоть до своей кончины.

### Смерть и память
20 марта 1953 года Иосиф Маркович Ратнер скончался в Москве. Похоронен на Преображенском кладбище. Награжден двумя орденами Ленина, четырьмя орденами Красного Знамени, орденом Красной Звезды и медалями.